# Ivan Olbracht
Ivan Olbracht (właśc. Kamil Zeman; ur. 6 stycznia 1882, zm. 20 grudnia 1952) – czeski pisarz, publicysta, dziennikarz i tłumacz prozy niemieckiej.
Syn pisarza Antala Staška, od młodości związany z ruchem robotniczym, działał w socjaldemokracji, a potem w partii komunistycznej. Największe osiągnięcia osiągnął na polu opowiadań i powieści.

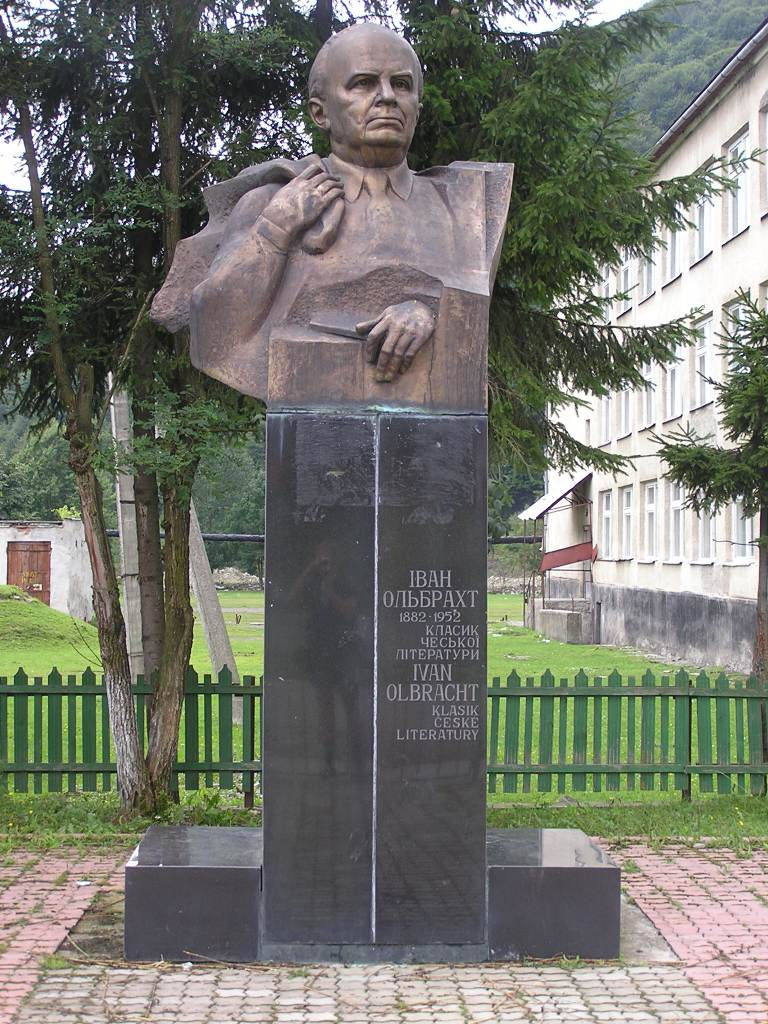
Pomnik Ivana Olbrachta w wiosce Koločava na Ukrainie

Olbracht kontynuował tradycje prozy realistycznej, koncentrując się wyraźnie na szczegółowym rysunku postaci. Charakterystyczne dla niego motywy to problem jednostki i zbiorowości oraz izolacji społecznej. Zadebiutował w 1913 r. zbiorem opowiadań "O zlých samotářích" oraz powieścią "Žalář nejtemnější" (1916 r., pol. wyd.: "Więzienie najciemniejsze" tłum. Andrzej Babuchowski, Wydawnictwo Literackie 1983), ukazując jednostki wyłączone ze społeczności z racji pogardzanego zawodu czy kalectwa. 
Bezpośrednio po wojnie zaczął intensywną pracę polityczną. W 1920 r. wyjechał do Moskwy na zjazd II Międzynarodówki. Po powrocie do kraju objął redakcję komunistycznego dziennika "Rudé právo". Napisał wtedy cykl reportaży "Obrazy ze soudobého Ruska" (1920–1921). Jako jeden z pierwszych ujawnił prawdziwe informacje o radzieckiej rzeczywistości. 
Głównym dziełem Olbrachta z tego okresu jest "Anna proletářka" (1928 r., pol. wyd.: "Anna proletariuszka" tłum. H. Gruszczyńska-Dubowa, 1948). Jej bohaterka, wiejska dziewczyna, trafia na służbę do praskiego domu. Początkowo osamotniona, znalazła drogę do klasy robotniczej. Tłem są wydarzenia rewolucyjne z grudnia 1920 roku. Powieść, mimo wielu braków, jest realizacją popularnej w Czechach, literatury proletariackiej.
W latach 30. Olbracht poznał Ukrainę Zakarpacką. Założył tam Komitét pro záchranu pracujícího lidu Podkarpatské Rusi (Komitet Ochrony Ludu Pracującego Rusi Zakarpackiej), któremu kibicowały osobistości czeskiej kultury jak np. František Xaver Šalda, Vítězslav Nezval. Powstał wtedy zbiór reportaży "Hory a staletí" (1935) oraz powieść, która należy do największych osiągnięć pisarza: "Nikola Šuhaj loupežník" (1933 r. pol. wyd.: "Mikoła Szuhaj, zbójnik" tłum. H. Gruszczyńska-Dubowa, 1949).
Opowiadania z Ukrainy Zakarpackiej, zebrane w tomie "Golet v údolí" (1937 r., pol. wyd.: "O smutnych oczach Hany Karadżiczowej" tłum. Z. Hierowski, 1960), dają obraz życia ortodoksyjnych Żydów, stanowiących zamkniętą, opierającą się wszelkiej asymilacji społeczność.
W 1929 r. podpisał Manifest 7 – protest 7 czeskich artystów (poza Olbrachtem byli to: Józef Hora, Marie Majerová, Helena Malířová, Stanislav Kostka Neumann, Jaroslav Seifert i Vladislav Vančura), zawierający krytykę kierownictwa partii, jego nieudolności i braku wpływu na masy robotnicze. Został za to usunięty z szeregów KSČ (Komunistická strana Československa – Komunistyczna Partia Czechosłowacji).
Po wojnie dwukrotnie wybrany do komitetu centralnego partii komunistycznej, poseł w latach 1946-1949, a po zamachu stanu miał wpływ na cenzurę książek i usuwanie książek z bibliotek.